# ФК «Трактор» Куйбышев в сезоне 1947
В 1947 году Завод имени Масленникова переподчинили спортивному обществу «Трактор». Команда «Трактор» стала второй командой мастеров (помимо игравших в первой группе «Крыльев Советов»), приняв участие во второй группе чемпионата СССР (втором по рангу дивизионе системы лиг). Первые матчи команда провела 16 и 18 мая в Саратове против местого «Динамо»: первый был проигран со счётом 3:4, во втором была зафиксирована ничья 1:1. Главным тренером команды остался тренировавший с 1937 года команду «Зенит» Александр Васильевич Корягин.

## Чемпионат СССР
| М  | Команда                                 | И  | В | Н | П  | Г     | О  |
| -- | --------------------------------------- | -- | - | - | -- | ----- | -- |
| 9  | «Завод им. Калинина» Калининград (М.о.) | 22 | 7 | 4 | 11 | 38-45 | 18 |
| 10 | «Торпедо» Ярославль                     | 22 | 5 | 7 | 10 | 24-37 | 17 |
| 11 | «Трактор» Куйбышев                      | 22 | 5 | 7 | 10 | 26-50 | 17 |
| 12 | «Крылья Советов» Черниковск             | 22 | 4 | 4 | 14 | 34-60 | 12 |

Статистика выступлений
| Итого | Итого | Итого | Итого | Итого | Итого | Итого | Итого | Дома | Дома | Дома | Дома | Дома | Дома | На выезде | На выезде | На выезде | На выезде | На выезде | На выезде |
| И     | О     | В     | Н     | П     | МЗ    | МП    | РМ    | В    | Н    | П    | МЗ   | МП   | РМ   | В         | Н         | П         | МЗ        | МП        | РМ        |
| ----- | ----- | ----- | ----- | ----- | ----- | ----- | ----- | ---- | ---- | ---- | ---- | ---- | ---- | --------- | --------- | --------- | --------- | --------- | --------- |
| 22    | 22    | 5     | 7     | 10    | 26    | 50    | −24   | 4    | 2    | 2    | 13   | 10   | +3   | 1         | 5         | 8         | 13        | 40        | −27       |

Матчи
| 16 мая 1947 1 тур | Динамо (Саратов) | 4:3 | Трактор | Саратов |

| 18 мая 1947 2 тур | Динамо (Саратов) | 1:1 | Трактор | Саратов |

| 25 мая 1947 3 тур | Торпедо (Ульяновск) | 0:0 | Трактор | Ульяновск |

| 27 мая 1947 4 тур | Торпедо (Ульяновск) | 6:0 | Трактор | Ульяновск |

| 1 июня 1947 5 тур | Трактор | 1:2 | Динамо (Казань) | Куйбышев |

| 3 июня 1947 6 тур | Трактор | 1:0 | Динамо (Казань) | Куйбышев |

| 13 июня 1947 7 тур | Трактор | 0:0 | Торпедо (Ярославль) | Куйбышев |

| 15 июня 1947 8 тур | Трактор | 2:2 | Торпедо (Ярославль) | Куйбышев |

| 18 июня 1947 9 тур | Трактор | 2:1 | Завод им. Калинина (Калининград) | Куйбышев |

| 20 июня 1947 10 тур | Трактор | 3:1 | Завод им. Калинина (Калининград) | Куйбышев |

| 27 июня 1947 11 тур | Нефтяник (Черниковск) | 1:1 | Трактор | Черниковск |

| 27 июня 1947 12 тур | Нефтяник (Черниковск) | 2:4 | Трактор | Черниковск |

| 3 августа 1947 13 тур | Трактор | 3:2 | Зенит (Ижевск) | Куйбышев |

| 7 августа 1947 14 тур | Трактор | 1:2 | Зенит (Ижевск) | Куйбышев |

| 12 августа 1947 15 тур | Торпедо (Горький) | 4:0 | Трактор | Горький |

| 14 августа 1947 16 тур | Торпедо (Горький) | 1:1 | Трактор | Горький |

| 24 августа 1947 17 тур | Красное знамя (Иваново) | 4:0 | Трактор | Иваново |

| 26 августа 1947 18 тур | Красное знамя (Иваново) | 4:0 | Трактор | Иваново |

| 31 августа 1947 19 тур | Завод им. Киркиж (Ковров) | 0:0 | Трактор | Ковров |

| 2 сентября 1947 20 тур | Завод им. Киркиж (Ковров) | 4:2 | Трактор | Ковров |

| 7 сентября 1947 21 тур | Химик (Дзержинск) | 4:2 | Трактор | Дзержинск |

| 9 сентября 1947 22 тур | Химик (Дзержинск) | 5:0 | Трактор | Дзержинск |

## Кубок СССР
Матчи
| 5 июня 1947 1/128 финала (¼ финала в I зоне РСФСР) | Динамо (Саратов) | 1:2(д.в.) | Трактор | Саратов |

| 10 июня 1947 1/64 финала (½ финала в I зоне РСФСР) | Торпедо (Горький) | 3:1 | Трактор | Горький |

## Игры и голы
| №.            | Нац.      | Позиция | Игрок                                           | Всего | Всего | Чемпионат | Чемпионат | Кубок | Кубок |
| №.            | Нац.      | Позиция | Игрок                                           | Игры  | Голы  | Игры      | Голы      | Игры  | Голы  |
| Вратари       |           |         |                                                 |       |       |           |           |       |       |
| ------------- | --------- | ------- | ----------------------------------------------- | ----- | ----- | --------- | --------- | ----- | ----- |
|               | Флаг СССР | Вр      | Владимир Корнилов                               | 0     | 0     | 0         | 0         | -     | -     |
| Защитники     |           |         |                                                 |       |       |           |           |       |       |
|               | Флаг СССР | Защ     | Игорь Гаврилов                                  | 0     | 0     | 0         | 0         | -     | -     |
|               | Флаг СССР | Защ     | Пётр Ковтун Профиль на сайте FootballFacts.ru   | 0     | 0     | 0         | 0         | -     | -     |
| Полузащитники |           |         |                                                 |       |       |           |           |       |       |
|               | Флаг СССР | ПЗ      | Николай Поздняков                               | 0     | 0     | 0         | 0         | -     | -     |
| Нападающие    |           |         |                                                 |       |       |           |           |       |       |
|               | Флаг СССР | Нап     | Иван Кузнецов Профиль на сайте FootballFacts.ru | 1     | 1     | 1         | 1         | -     | -     |
|               | Флаг СССР | Нап     | Сергей Румянцев                                 | 0     | 0     | 0         | 0         | -     | -     |
|               | Флаг СССР | Нап     | Михаил Ходня Профиль на сайте FootballFacts.ru  | 0     | 0     | 0         | 0         | -     | -     |